# Campeonato Nacional da 1.ª Divisão de Andebol 1959–60
O Campeonato Português de Andebol Masculino (Seniores) de 1959/60 foi a 8ª edicão, competição organizada pela Federação de Andebol de Portugal. O campeonato nacional foi dividido em duas fases, uma primeira fase a eliminar com quatro equipas para apurar duas para a poule final. O FC Porto conquistou o seu 5º Título. (4º consecutivo - Tetracampeão).

## Classificação 2ª Fase
| Pos | Equipa      | J | V | E | D | GM  | GS | Diff | Pts |
| --- | ----------- | - | - | - | - | --- | -- | ---- | --- |
| 1   | FC Porto    | 6 | 5 | 0 | 1 | 107 | 71 | +36  | 10  |
| 2   | Sporting CP | 6 | 3 | 0 | 3 | 76  | 84 | -8   | 6   |
| 3   | SL Benfica  | 6 | 2 | 0 | 4 | 93  | 93 | 0    | 4   |
| 4   | CDUP        | 6 | 2 | 0 | 4 | 57  | 85 | -28  | 4   |

Campeonato Nacional 1ª Fase Zona Sul
12/03/1960 1ª Mão Sporting CP-Naval Setubalense, 10-7
19/03/1960 2ª Mão Naval Setubalense-Sporting CP, 3-21